# 저동항
저동항(苧洞港)은 경상북도 울릉군 울릉읍 저동리에 위치한 어항이다. 1971년 12월 21일 국가어항으로 지정되었다. 관리청은 해양수산부 동해어업관리단, 시설관리자는 울릉군수이다.

## 연혁
- 옛날에는 이 지방일대에 많은 모시가 자생하고 있어 지명을 저포라 하였으며, 이규원 일기에도 대저포, 소저포로 되어 있다. 그 후 동명 제정 및 지역분할시 대저, 중저, 소저, 내수전의 4개동으로 분할 제정되었다.
- 저동항은 태풍 등 기상 특보시 동해 먼 바다에서 조업 중인 선박들의 안전을 지켜주는 항으로 1972년 기본시설에 대한 계획을 수립하고 1977년 수리모형실험을 실시한 후 1979년 기본시설을 완공했으며 1993년 정비계획을 수립했다.

## 어항구역
본 항의 어항구역은 다음과 같다.
- 수역: 남방파제 기부와 촉대암 및 북측 돌단을 연결한 선을 따라 형성된 공유수면[1]
- 육역: 경상북도 울릉군 울릉읍 도동리 300-15 외 16필지, 46,082m3(상세 내역은 생략)[2]

## 시설현황
저동항은 울릉도에서 가장 좋은 피항지로서 이 항의 북단에는 북방파제, 남단에는 남방파제가 있고 내측에는 물양장과 호안이 있으며 남방파제 기부에 촛대바위와 조석을 관측하는 조위관측소가 있다.

## 어항정비계획
- 2009년 9월 14일 본 항에 대한 어항정비계획이 고시되었다.[3] 정비계획 물량은 다음과 같다.
  - 남방파제 보강 1식, 북방파제 보강 1식, 물양장  150m(보강 1식), 돌제 35m, 호안 50m, 준설 2.7천m3

## 관광
- 저동항은 울릉도 오징어 대부분을 취급하는 항으로 태풍의 피해로 한때 항내에 있던 선박 대부분이 파손되거나 침몰되는 아픈 과거를 가지고 있지만 이를 교훈 삼아 더욱 견고한 항구로 거듭났다. 자연의 도전을 슬기롭게 극복한 자존심과 매일 아침 파시의 아침과 함께 출항하는 부지런한 정신을 담은 항으로 죽도를 마주하며 솟아오르는 동해의 일출을 감상하기에 좋다. 저동항 앞바다 너머에는 독도수호의 전진기지인 독도 박물관과 대나무가 많은 죽도가 있다.[4]